# عبد الله بن سعيد بن العاص
أبو خالد عبد الله بن سعيد بن العاص الأموي العبشمي القرشي (50 ق هـ - 8 هـ / 573م - 629م) صحابي جليل كان اسمه الحكم في الجاهلية، وفد على النبي محمد ﷺ فسماه عبد الله، وكان كاتباً فأمره النبي بتعليم الكتابة في المدينة المنورة. وقد اتفق العلماء أنه توفي شهيداً واختلفوا في تحديد مكان وفاته فقال ابن إسحاق استشهد في غزوة مؤتة (سنة 8 هـ)، وذكر الزبير بن بكار أنه استشهد في غزوة بدر (سنة 2 هـ)، وقال خليفة بن خياط أنه استشهد في معركة اليمامة (سنة 11 هـ).

## نسبه
- هو: عبد الله بن سعيد بن العاص بن أمية بن عبد شمس بن عبد مناف بن قصي بن كلاب بن مرة بن كعب بن لؤي بن غالب بن فهر بن مالك بن قريش بن كنانة بن خزيمة بن مدركة بن إلياس بن مُضَر بن نزار بن معد بن عدنان الأموي العبشمي القرشي الكناني ويكنى بأبي خالد.[3]
- كان والده سعيد بن العاص الأموي من سادة وأشراف قبيلة قريش في الجاهلية ومن كَبار أعيان مكة وكان يُقَال له ذو التاج لإنه إذا اعتم بعمامة لم يعتم أحد في مكة بنفس لون عمامته تعظيماً له، وقد هَلك أبوه كافراً في بستان له في الطائف.[4]
- أمه هي: صفية بن المُغَيرة بن عبد الله بن عُمَر بن مخزوم بن يقظة بن مرة بن كعب بن لؤي المخزومية القرشية.[5]